# 新橋町 (横浜市)
新橋町（しんばしちょう）は、神奈川県横浜市泉区の地名。「丁目」の設定のない単独町名である。住居表示未実施区域。

## 地理
泉区の北東部に位置し、東に緑園二丁目・三丁目、南東に岡津町、北東に池の谷、西に和泉町、南に西が岡一丁目、南西に弥生台、北に瀬谷区阿久和南一丁目・三丁目と接している。

### 字
宮古、榎橋、亀ケ谷、丸山、給田町、鎗ケ坂、善左衛門山､八ツ塚、道浄山、順礼坂、矢倉下、新橋、堂山、神明谷、高塚、篭馬谷、柳谷、猪ノ鼻、慶林小谷

### 地価
住宅地の地価は、2025年（令和7年）1月1日の公示地価によれば、新橋町字慶林小谷2136番40の地点で16万8000円/m²、新橋町字給田町614番5外の地点で18万4000円/m²、新橋町字神明谷1442番3の地点で18万3000円/m²となっている。

## 歴史

### 沿革
- 1889年（明治22年）4月1日 - 町村制の施行により、鎌倉郡中川村が成立。神奈川県鎌倉郡中川村大字阿久和となる。
- 1939年（昭和14年）4月1日 - 横浜市に編入。中川村大字阿久和の一部が横浜市戸塚区新橋町となる[9]。
- 1969年（昭和44年）2月1日 - 新橋町の一部を阿久和町へ編入する[10]。
- 1969年（昭和44年）10月1日 - 新橋町の一部を阿久和町へ編入する。また、戸塚区の再編成に伴い、新たに横浜市戸塚区新橋町となる[11]。
- 1980年（昭和55年）1月26日 - 土地区画整理事業（新橋）[12]に伴い、新橋町の一部を和泉町、および新設された弥生台へ編入する[13]。
- 1986年（昭和61年）4月6日 - 土地区画整理事業（中川第一）[12]に伴い、新橋町の一部を新設された池の谷、緑園二丁目、緑園三丁目へ編入する[14]。
- 1986年（昭和61年）11月3日 - 戸塚区を再編し、泉区を新設。横浜市泉区新橋町となる[15]。
- 1987年（昭和62年）10月14日 - 土地改良事業に伴い、新橋町の一部を瀬谷区阿久和町へ編入[16]。
- 1988年（昭和63年）1月10日 - 土地区画整理事業（西田）[12]に伴い、新橋町の一部を弥生台、新設された西が岡一丁目へ編入し、岡津町との境界を変更する[16]。
- 1996年（平成8年）1月13日 - 土地区画整理事業（宮古）[12]に伴い、岡津町との境界を変更する[17]。

### 町名の変遷
| 実施後 | 実施年月日               | 実施前（各町名ともその一部） |
| ------ | ------------------------ | ---------------------------- |
| 新橋町 | 1939年（昭和14年）4月1日 | 大字阿久和（一部）           |

## 世帯数と人口
2025年（令和7年）6月30日現在（横浜市発表）の世帯数と人口は以下の通りである。
| 町丁   | 世帯数    | 人口    |
| ------ | --------- | ------- |
| 新橋町 | 4,055世帯 | 8,673人 |

### 人口の変遷
国勢調査による人口の推移。
| 年                 | 人口  |
| ------------------ | ----- |
| 1995年（平成7年）  | 7,903 |
| 2000年（平成12年） | 8,076 |
| 2005年（平成17年） | 8,499 |
| 2010年（平成22年） | 8,586 |
| 2015年（平成27年） | 8,842 |
| 2020年（令和2年）  | 8,775 |

### 世帯数の変遷
国勢調査による世帯数の推移。
| 年                 | 世帯数 |
| ------------------ | ------ |
| 1995年（平成7年）  | 2,470  |
| 2000年（平成12年） | 2,677  |
| 2005年（平成17年） | 2,984  |
| 2010年（平成22年） | 3,119  |
| 2015年（平成27年） | 3,340  |
| 2020年（令和2年）  | 3,454  |

## 学区
市立小・中学校に通う場合、学区は以下の通りとなる（2024年11月時点）。
| 番・番地等 | 小学校                   | 中学校                   |
| --- | ------------------------ | ------------------------ |
| 1303番地、1305〜1306番地 1307番地の2〜3、1331番地の4・7 1332番地、1337番地の1〜17 1337番地の20〜41・43〜46・50〜51・58〜64 1338番地、1339番地の2〜3・7〜11 1342番地の1・3〜9・12〜13・16〜20・22〜23・27〜28 1343番地、1347番地の1〜131・133〜140 1347番地の142〜147・149〜156・158〜159・161〜173 1348〜1350番地、1352〜1355番地 1357〜1358番地、1360〜1374番地 1413〜1417番地、1418番地の3 1420〜1459番地、1463番地、1464番地の1 1465〜1473番地、1477番地の4 1509〜1512番地、1514〜1519番地 1520番地の5〜6、1588番地 1755〜1760番地、1762番地 | 横浜市立緑園義務教育学校 | 横浜市立緑園義務教育学校 |
| 1〜857番地、932〜934番地 936〜1013番地、1015〜1302番地 1304番地、1307番地の1、1308番地〜1331番地の3 1331番地の5〜6・8〜11・13・20〜23 1333〜1336番地、1337番地の48〜49・53〜57 1339番地の1、1340〜1341番地 1342番地の2・21・24〜26、1344〜1346番地 1347番地の132・141・148・157・160 1351番地、1356番地、1359番地 1375〜1412番地、1419番地 1460〜1462番地、1474〜1476番地 1478〜1508番地、1513番地 1520番地の1〜4・7〜終り、1521〜1587番地 1589〜1754番地、1761番地、1763〜2178番地 2180〜2181番地、2184番地以降                                | 横浜市立新橋小学校       | 横浜市立岡津中学校       |
| 858〜931番地、935番地、1014番地 2179番地、2182〜2183番地 | 横浜市立新橋小学校       | 横浜市立いずみ野中学校   |

## 事業所
2021年（令和3年）現在の経済センサス調査による事業所数と従業員数は以下の通りである。
| 町丁   | 事業所数  | 従業員数 |
| ------ | --------- | -------- |
| 新橋町 | 145事業所 | 1,888人  |

### 事業者数の変遷
経済センサスによる事業所数の推移。
| 年                 | 事業者数 |
| ------------------ | -------- |
| 2016年（平成28年） | 145      |
| 2021年（令和3年）  | 145      |

### 従業員数の変遷
経済センサスによる従業員数の推移。
| 年                 | 従業員数 |
| ------------------ | -------- |
| 2016年（平成28年） | 1,883    |
| 2021年（令和3年）  | 1,888    |

## 交通
町内に鉄道駅はない。最寄りの鉄道駅は南西の弥生台地区にある相模鉄道（相鉄）いずみ野線の弥生台駅。
国道もないが県道は神奈川県道401号瀬谷柏尾線と神奈川県道402号阿久和鎌倉線の2本が町内を経由する。このうち401号線沿いにはバス停留所がいくつか設置されている。路線バスの起終点となる鉄道駅は相模鉄道本線の三ツ境駅（横浜市旭区）か、JRの戸塚駅（同市戸塚区）であるが、最寄りの弥生台駅と隣駅の緑園都市駅を結ぶバスが2003年より運行されている。2000年代までは町内からいずみ野駅（同市泉区）や瀬谷駅（同市瀬谷区）までのバスも存在した。

## 施設
- 横浜市立新橋小学校
- 横浜新橋郵便局[27]
- 神明台処分地スポーツ施設[28]

## その他

### 日本郵便
- 郵便番号 : 245-0009[3]（集配局：横浜泉郵便局[29]）

### 警察
町内の警察の管轄区域は以下の通りである。
| 番・番地等 | 警察署   | 交番・駐在所     |
| ---------- | -------- | ---------------- |
| 一部       | 泉警察署 | 弥生台駅前交番   |
| 一部       | 泉警察署 | 緑園都市駅前交番 |